# Calathella digitiformis
Calathella digitiformis är en svampart som beskrevs av Bodenst., Agerer, Desjardin & E. Horak 2001. Calathella digitiformis ingår i släktet Calathella och familjen Marasmiaceae.   Inga underarter finns listade i Catalogue of Life.